# Nicoclès (Paphos)
Pour les articles homonymes, voir Nicoclès.
Nicoclès (mort en -306) fut un roi de Paphos. Il tenait son trône de Ptolémée Ier, pharaon d'Égypte. Néanmoins, il trahit ce prince en s'alliant à Antigone lors de la guerre des diadoques : cerné dans son palais par des émissaires de Ptolémée, qui étaient chargés de le faire périr, il se tua, avec toute sa famille.

## Source
Marie-Nicolas Bouillet  et Alexis Chassang (dir.), « Nicoclès » dans Dictionnaire universel d’histoire et de géographie, 1878 (lire sur Wikisource)